# 福島県立会津高等学校
福島県立会津高等学校（ふくしまけんりつ あいづこうとうがっこう）は、福島県会津若松市表町に所在する県立高等学校。以前は男子校であったが2002年度から共学化。前史である藩校日新館から考えると、福島県内では最も歴史の古い高校である。
藩校日新館の流れをくみ旧制会津中学校を前身とする。通称「会高」（かいこう）、地元では（あいづこう）と呼んで会工と分けている。同市には会津工業高校が有り、その略称「会工」も同じ読み方（かいこう）である。旧制中学時代は「会中」（かいちゅう）と呼ばれていた。会津地区中から学生が集まるため、遠方からの生徒もおり、奥会津地域の生徒を中心に単身下宿している生徒も存在する。

## 設立の経緯
(前史)
会津藩にはもともと稽古堂とよばれる武士の育成機関があったが、江戸時代が太平期に入り武士の道徳が衰廃しているとの危惧を受け、会津藩5代目藩主・松平容頌の家老であった田中玄宰が「教育の再興」を掲げ、日新館の設立を決めた。多額の設立資金は、呉服商須田新九郎が大半を賄った。1798年に完成。こうして会津藩の人材育成方針のもと、花色紐組(上士)以上の武士の入学を義務付け、会津藩の武士育成機関としてその役割を果たした。
(正史)
会津藩の戊辰戦争での敗北により会津地域は壊滅状態にあり、再興が急務であった。県令・山吉盛典は1879年（明治12年）、福島・若松・三春・平に中学校を開設したが、県議会の反対により11ヶ月で廃校になる。1882年（明治15年）、旧会津藩士らは資金を出し合い、藩校日新館の流れを汲む私立日新館を設立した。1884年（明治17年）、福島・若松・平に県立中学校が再び開校されるが、1886年（明治19年）、政府の1県1中学校の中学校令の発布により福島中学校（現福島県立安積高等学校）を残して廃校した。
このため若松では旧藩士らが「私立」の形で会津中学校設立を目指す。会津若松市（当時は若松市）初代市長・秋山清八は県議会議員時代、福島県知事を勤めたのち警視総監に栄転した旧薩摩藩士・折田平内に協力を求め、折田は1887年（明治20年）「会津中学校設立趣意書」を書き、会津地域の郡長や在京有力者に働きかける。この活動により最終的に文部大臣・榎本武揚が動き、明治天皇から御下賜金300円を受ける。会津では旧藩士で東京高等師範学校（現筑波大学）校長であった山川浩、その弟で東京帝国大学（現東京大学）総長の山川健次郎、福島県裁判所検事・高木盛之輔らが山里を訴えて回った。
1888年（明治21年）、磐梯山の噴火などもあり寄付金集めは難航したが、旧藩士らが国からの就産金を贈り一気に開校へ。47,850円（現在の価値に換算して2億円程度）の創立資本金をもって会津高校の前身である私立会津中学校の開校が実現した。

## 沿革
（前史）
- 1798年（寛政10年）前身である藩校日新館が会津藩家老田中玄宰の進言により設立。会津若松城西隣に完成。
- 1868年（慶応4年）戊辰戦争により日新館消失。

（正史）
- 1890年（明治23年）2月17日 - 会津中学設立許可。
  - 4月3日 - 私立会津中学校として開校、開校式挙行。
- 1891年（明治24年）10月7日 - 会津尋常中学校と改称。
- 1894年（明治27年）10月7日 - 会津学鳳高等学校旧校地(会津若松市追手町2番41号)に校舎竣工。竣工式挙行。
- 1899年（明治32年） - 中学校令改正、会津中学校と改称。

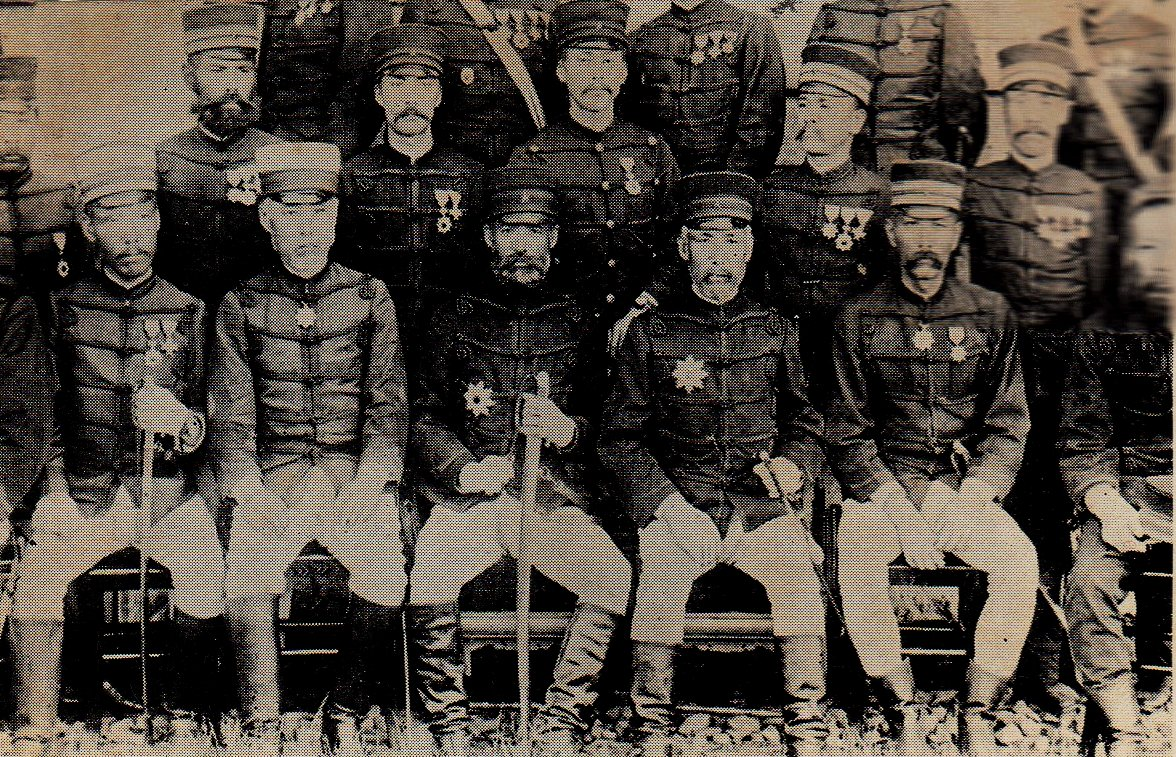
明治29年 会津中学を訪問し講演を行った際の乃木希典

- 1901年（明治34年）4月28日 - 県へ移管、福島県立会津中学校と改称。補習科設置。
- 1921年（大正10年） - 補習科閉科。
- 1935年（昭和10年）3月28日 - 新校舎引き渡しを前に火災により全焼。
- 1936年（昭和11年）1月25日 - 新校舎竣工、現在地へ移転。
- 1941年（昭和16年） - 尋常科準訓導養成所を併設。

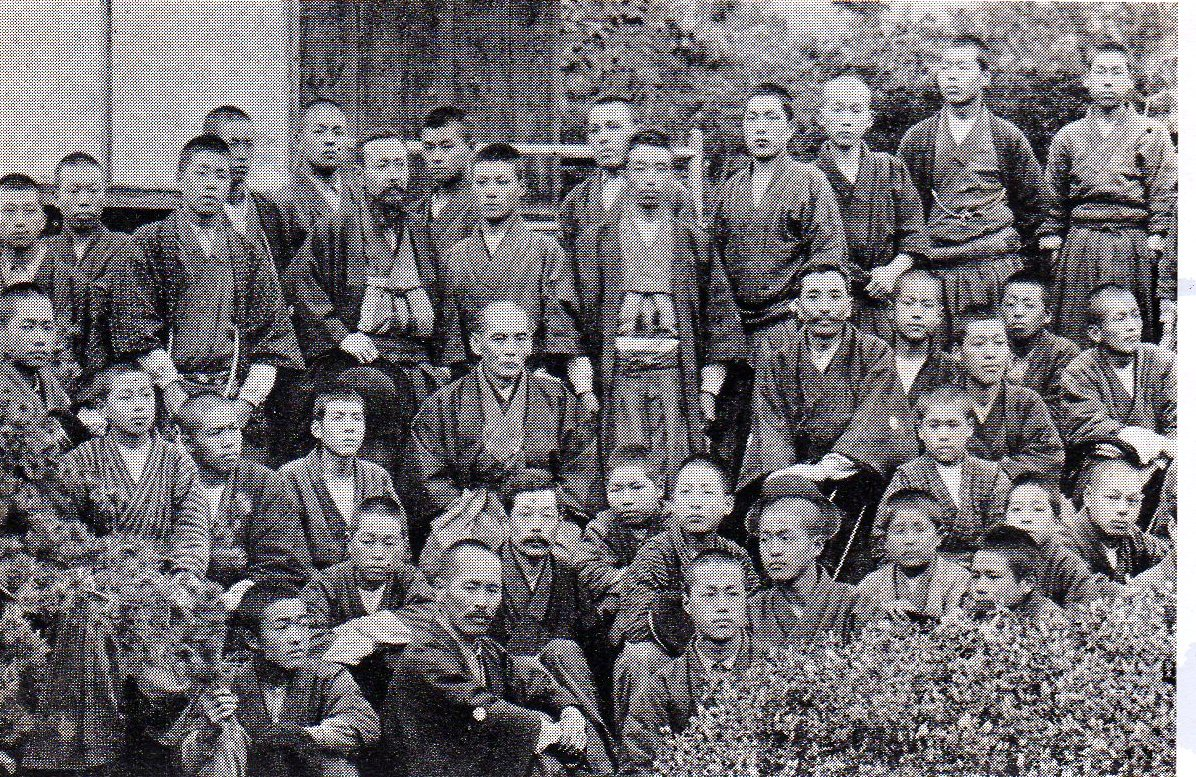
明治34年 佐原盛純退職記念(前3列目　左5人目が佐原)

- 1943年（昭和18年） - 戦時措置により、修業年限を5年から4年に変更。
- 1946年（昭和21年） - 修業年限5年制復活、尋常科準訓導養成所を閉所。
- 1948年（昭和23年）4月1日 - 学制改革により、福島県立会津高等学校となる。普通科、通信教育科を設置。
- 1951年（昭和26年） - 男女共学開始、女子生徒13名が入学。
- 1952年（昭和27年） - 通信教育科定時制特別課程を設置。
- 1955年（昭和30年） - 男女共学廃止、再び男子校へ。
- 1959年（昭和34年） - 東北地区野球選手権で優勝し、春の全国高校野球選手権（通称センバツ）に出場。
- 1962年（昭和37年） - 通信教育科定時制特別課程を閉課。
- 1963年（昭和38年） - 火災により、校舎の3分の2を焼失。
- 1965年（昭和40年） - 新校舎へ移転、学而講堂竣工。
- 1966年（昭和41年） - 通信教育科を会津中央高校へ統合。
- 1969年（昭和44年） - 理数科を設置。
- 1982年（昭和57年） - 理数科を閉科。
- 1989年（平成元年） - 安積第二高校の通信制協力校となる。
- 1997年（平成9年） - 学而講堂を取り壊し、南体育館が竣工。図書館冷房工事。
- 2002年（平成14年）4月1日 - 男女共学再開。
- 2007年（平成19年） - 白虎隊歌碑建立。
- 2008年（平成20年）- 学校としてはじめて海外（中国）への修学旅行が企画、実施される。
- 2009年（平成21年）- 南校舎の耐震補強工事着工。

## 設置課程・学科
- 全日制・普通科
- かつては理数科を有していたが、1982年（昭和57年）に閉科
- 2011年度入学生より1学年280人（40人×7クラス）。2年次より文系・理系クラスに分けられる。
- 2018年度入学生より1学年240人（40人×6クラス）

## 校章・校歌
校章は会津の「会」の旧字体「會」を松葉で囲んだもので、1903年（明治36年）に制定された。
校歌は1922年（大正11年）に「駒のいななき」（作詞は尾上柴舟）が制定されるが、戦前の軍国主義的な歌詞を含むものであった。1948年（昭和23年）、民主主義にふさわしい新校歌をつくるべきとの意見が多くなり、校歌制定委員会を設置。翌年、作詞柳澤健、作曲古関裕而による現在の校歌が発表された。
校歌のほか、応援歌2曲と凱旋歌、学而会歌、青春歌（創立110周年を記念して作られた。作詞作曲ともに生徒）がある。
スクールカラーは臙脂（えんじ）色。

## 校是
- 「文武不岐」、「好学愛校」

## 学習
2学期制を採用しており授業は50分×7コマで実施されている。

## 主な学校行事
- 4月  - 入学式、前期始業式、対面式、実力考査、中田浜強歩大会
- 5月 - 第1回定期考査
- 6月 - OB講演会、前期中間考査
- 7月 - 第2回定期考査、夏期補習
- 8月 - 実力考査（下旬）
- 9月 - 第3回定期考査、前期終業式
- 10月 - 後期始業式、修学旅行（2学年）、創立記念マラソン大会
- 12月 - 第4回定期考査、冬季補習
- 1月 - 実力考査、高校入試I期選抜
- 2月 - 第5回定期考査
- 3月 - 卒業式、高校入試II期選抜、後期終業式

時習講演会
毎年、6月下旬に開催。
会津中学校時代には、聴講にも来たことがあるという野口英世を招いて講演することもあった。
2008年度は北京オリンピック出場が決まった、卒業生の佐藤敦之を招く予定であったが、8月の五輪に向けた調整や精神的な面での疲労をかけさせないよう、10月に延期。
中田浜強歩大会
毎年4月下旬に行われ、学校から飯盛山方面を通り猪苗代湖畔・中田浜の学而会館、そこから更に学校まで戻る総延長約40キロの道のりを半日かけて歩く大会である。
文化祭
「学而祭」と呼ばれる。1948年に提案され、第1回学而祭が翌1949年9月23日から3日間実施され、第1回講演会講師は湯川秀樹であった。現在は、一般の市民も招き3日間にわたって開かれる公開学而祭が3年ごとにある。過去の講師は桑原武夫、広中平祐、秋山仁など。
2000年までは「ミニ学而祭」も実施されたが、2003年からは7月に行われていた球技大会を統合し、「青春祭」と呼ばれる体育祭を開催。2001年には「男子校終幕記念学而式典」を実施。
2008年の文化祭では、学校OBでもあるサンボマスターによるライブが南体育館にて行われた。

## 生徒会活動
会津高校では、生徒会は「学而会」と呼ばれ、生徒による自治組織として活動している。1893年（明治26年）に発足。1941年（昭和16年）5月22日からしばらく解散状態となる。この間「修練会」と名前を変え、戦時色の濃い勤労奉仕をしていたが、1945年（昭和20年）の役員選挙とともに復活した。
学而会の特徴的な活動として「剣舞委員会」がある。これは戊辰戦争で若くして命を落とした白虎隊の霊を慰める伝統的な剣舞を継承しており、春・秋に飯盛山の墓前祭での奉納を行う。
会津高校は校歌、第一応援歌、第二応援歌、凱旋歌、学而会歌、青春歌等を伝統的に引き継ぐなどしている。その代表が、会津高校男子校時代から存在する特別応援団委員会である（2020年度まで70代継承、団長不在で空白期間あり）。校歌、応援歌、凱旋歌、学而会歌それぞれの歌には、特別応援団委員会の団員に継承される指揮が存在している。

## 部活動
部活動では、陸上、ディベート（社会弁論）、端艇、水泳、弓道、薙刀がインターハイ出場をしている。
戦前はボート部が強豪として知られ、全盛期には10年間で、全国優勝2回、準優勝、3位各1回、4位3回の成績を収め、戦後も全国優勝の経験がある。剣道は様々な全国大会があったが、国士舘主催の大会で全国優勝、柔道部は明治神宮大会で準決勝に進出した。野球部は1959年（昭和34年）に春の選抜甲子園に出場をしている（兵庫県立尼崎高等学校0－3）。
ディベート部は、2006年（平成18年）に第11回ディベート甲子園全国大会で優勝を果たした。合唱部は全日本合唱コンクールで金賞受賞の経験があり、合唱界では名門校として知られており、全国1位に相当する文部科学大臣賞を通算で3回受賞している。また、山口県立萩高等学校合唱部と交流があり、両校で『友情 時を越えて今』が共作され、合同合唱が行われている。
部活動一覧
- 体育系
- 野球部
- 特別応援団
- バレーボール部
- 卓球部
- 水泳部
- バスケットボール部
- 剣道部
- 柔道部
- 山岳部
- 弓道部
- テニス部
- ソフトテニス部
- 陸上競技部
- 端艇部
- バドミントン部
- サッカー部
- なぎなた部

- 文化系
- 社会弁論部
- 物理部
- 美術部
- 合唱部
- 吹奏楽部
- 写真部
- 電氣部
- 英語部
- 演劇部
- 家庭生活部

## 交通
- JR只見線・会津鉄道会津線西若松駅下車、徒歩。
- JR磐越西線会津若松駅より会津バス利用会津高校前バス停下車。